# Steatocranus irvinei
Steatocranus irvinei es una especie de peces de agua dulce de la familia Cichlidae en el orden de los Perciformes.

## Morfología
Los machos pueden llegar alcanzar los 10,7 cm de longitud total.

## Distribución geográfica
Se encuentran en África: cuenca del río Volta.